# Remember me (KOKIAのアルバム)
『Remember me』(リメンバー・ミー)は、KOKIAの3枚目のオリジナルアルバム。2003年11月12日にビクターエンタテインメントから発売された。

## 解説
フジテレビ系昼ドラマ「愛しき者へ」の主題歌になった8thシングル「かわらないこと〜since1976〜」、花王「エッセンシャル ダメージケア」のCMソングとなった9thシングル「The Power of Smile」とそのカップリング曲「Remember the kiss」のアルバムオリジナルバージョンを収録。他、アルバムオリジナルの11曲を収録。このうち、「私の太陽」はアニメ『ハングリーハート WILD STRIKER』のエンディングテーマ曲である。収録曲にはバラード調の曲のほか、全編英語のピアノ弾き語り曲もある。
オリコンのウィークリーアルバムチャートでは最高15位を記録、トータルセールス4万5000枚以上となりKOKIAのこれまでのアルバムの中では、日本において商業的に最も成功を収めている。

## 収録曲
（全作詞・作曲：KOKIA）
1. Prologue“Remember me” [1:20]
2. 私の太陽 [5:19]
編曲：澤近泰輔
  - アニメ『ハングリーハート WILD STRIKER』エンディングテーマ
3. Different way [4:57]
編曲：澤近泰輔
  - NHK BS1『ディベートアワー』エンディングテーマ
4. かわらないこと〜since1976〜 [4:55]
編曲：澤近泰輔
  - フジテレビ系昼ドラマ『愛しき者へ』主題歌
5. Happy birthday to me [5:58]
編曲：五十嵐“IGAO”淳一
6. with music [3:53]
編曲：澤近泰輔・KOKIA
7. 安心の中 [6:10]
編曲：澤近泰輔
8. そら [5:42]
編曲：朝川朋之・KOKIA
9. The Power of Smile [4:06]
編曲：五十嵐“IGAO”淳一
  - 花王「エッセンシャル ダメージケア」CMソング
10. Clap your hands! [5:24]
編曲：澤近泰輔
11. I believe 〜海の底から〜 [6:07]
編曲：澤近泰輔
12. 大事なものは目蓋の裏 [5:09]
編曲：澤近泰輔
13. ？ [4:18]
編曲：松尾和博
14. sigh [5:11]
編曲：五十嵐“IGAO”淳一
15. Remember the kiss（duet“KOKIA&Piano”) [4:32]